# هنري هاريسون (سياسي)
هنري هاريسون (بالإنجليزية: Henry Harrison)‏ هو سياسي أمريكي، ولد في 1713، وتوفي في 1766.